# Gerichtsbezirk Ybbs

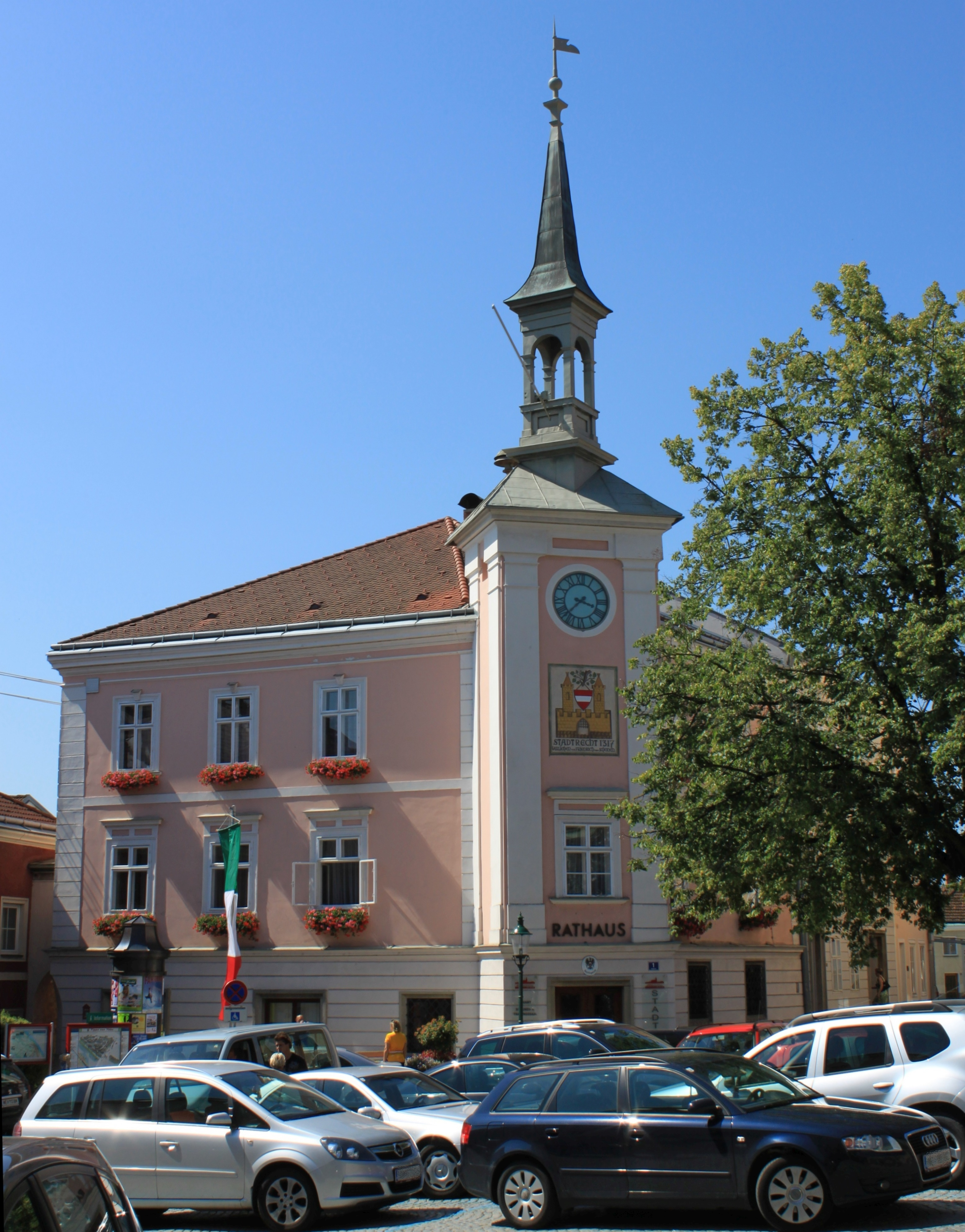
Rathaus und Bezirksgericht Ybbs

Der Gerichtsbezirk Ybbs war ein Gerichtsbezirk in Niederösterreich und zuletzt einer von zweien im Bezirk Melk. Der übergeordnete Gerichtshof (und damit zweite Instanz gegen Entscheidungen des Bezirksgerichtes Ybbs) war das Landesgericht Sankt Pölten.

## Gemeinden
(Einwohner: Stand 1. Jänner 2024)

### Städte
- Ybbs an der Donau (5.644)

### Marktgemeinden
- Blindenmarkt (2.768)
- Marbach an der Donau (1.699)
- Maria Taferl (979)
- Neumarkt an der Ybbs (2.120)
- Nöchling (1.027)
- Persenbeug-Gottsdorf (2.158)
- Petzenkirchen (1.612)
- Sankt Martin-Karlsbach (1.621)
- Yspertal (2.006)

### Gemeinden
- Bergland (1.877)
- Dorfstetten (563)
- Hofamt Priel (1.708)
- Sankt Oswald (1.129)

## Geschichte
Der Gerichtsbezirk Ybbs existierte bereits 1910, allerdings wohl nicht in seiner heutigen Form. Von 1899 bis 1938 bestand der Bezirk Pöggstall, der einen Gutteil der heute im Gerichtsbezirk Ybbs liegenden Gemeinden umfasste.
Erst mit einer weiteren Reform nach 1960 wurde der Gerichtsbezirk Melk in die Gerichtsbezirke Melk, Ybbs und Mank eingeteilt, von denen letzterer mit 1. Juli 2002 aufgelöst und dem Gerichtsbezirk Melk zugeschlagen wurde.
Per 1. Jänner 2014 wurde der Gerichtsbezirk Ybbs aufgelöst und die Gemeinden wurden dem Gerichtsbezirk Melk zugewiesen.